# 1895 w sztukach plastycznych
Wydarzenia w sztukach plastycznych i wizualnych w 1895 roku.

## Malarstwo
- Edgar Degas

Po kąpieli (1890-1895)
- Julian Fałat

Wyjazd na polowanie – olej na płótnie, 76,5x176 cm
- Claude Monet

Pole makowe pod Giverny
- Gustave Moreau

Jupiter i Semele
- Édouard Vuillard

Pani Vuillard we wnętrzu
- Leon Wyczółkowski

Gra w krokieta – olej na płótnie, 163×135cm
Sarkofagi – olej na płótnie
- Stanisław Wyspiański

Portret dziewczynki w niebieskim kapeluszu – pastel na papierze, 31 × 44 cm

## Urodzeni
- Geo Milew (zm. 1925), bułgarski malarz
- Tadeusz Cieślewski (zm. 1944), polski grafik
- Marian Jerzy Malicki (zm. 1946), polski kostiumolog, malarz, grafik, scenograf
- Zygmunt Gawlik (zm. 1961), polski architekt, malarz, rzeźbiarz
- Agnes Miller Parker (zm. 1980), brytyjska malarka, graficzka oraz ilustratorka
- 28 stycznia – Jan Stępień (zm. 1976), polski malarz
- 3 lutego – Simone Brangier Boas (zm. 1981), amerykańska rzeźbiarka
- 18 lutego – Jēkabs Kazaks (zm. 1920), łotewski malarz i grafik modernistyczny
- 1 maja – Stanisław Mucha (zm. 1976), polski fotograf
- 4 maja – Mikuláš Galanda (zm. 1938), słowacki malarz i grafik, jeden z prekursorów słowackiego modernizmu
- 21 maja – Nikifor Krynicki (zm. 1968), polski malarz
- 19 lipca – Xu Beihong (zm. 1953), chiński malarz
- 14 czerwca – Pan Yuliang (zm. 1977), chińska malarka

## Zmarli
- Henryk Cieszkowski (ur. 1835), polski malarz
- 5 stycznia – Władysław Podkowiński (ur. 1866), polski malarz
- 8 lutego – Jean-François Portaels (ur. 1818), belgijski malarz
- 2 marca – Berthe Morisot (ur. 1841), francuska malarka
- 21 września – Silvestro Lega (ur. 1826), włoski malarz
- 22 października - Gustave Droz (ur. 1832),  francuski malarz i pisarz